# Arnaud de Faugères
Arnaud de Faugères  ( ?  - Avignon, †  17 septembre 1317), appelé aussi Arnaud de Fougères, Arnaud de Falguières.
Prévôt d’Arles, archevêque d'Arles (1308-1310),  puis cardinal-évêque de Sabine (1310).

## Biographie
Ancien prévôt d’Arles, il en devient archevêque en 1308 avec l’appui du comte de Provence et roi de Sicile, Robert. Il intervient à la demande du pape Clément V auprès de Philippe le Bel et, en récompense, est nommé cardinal-évêque de Sabine le 19 décembre 1310. Entre-temps, à l'automne 1310, le pape le charge d'accompagner, en tant que légat, le futur empereur Henri VII à son entrée en Italie, et tenter, sans succès, d'éviter les sujets de discorde. Peu de temps après, Arnaud de Faugères est chargé d’informer des crimes dont sont accusés les Templiers. Il meurt le 12 ou le 17 septembre 1317.
Il est remplacé à l’archevêché d’Arles par son frère Gaillard de Faugères.

## Armoiries
"D'or à trois faces de gueules."